# 高山盛聡
高山 盛聡（たかやま もりとし）は、安土桃山時代から江戸時代にかけての武士。徳川家康の家臣。旗本高山家の家祖。初め裳懸氏を称し、裳懸六郎とも呼ばれる。

## 出自
裳懸氏は、鎌倉幕府の功臣・土肥実平の後裔・竹原小早川氏の庶流一族で、盛聡も小早川氏の重臣であったが、小早川隆景が没すると京都に閑居し、裳懸氏を改め高山氏を称した。

## 経歴
- 慶長元年（1596年）5月24日、従五位下主水祐に叙位。
- 慶長5年（1600年）9月15日、関ヶ原の戦いで東軍に参陣。徳川家康本隊で鉄砲頭として鉄砲隊の一隊を指揮。
- 慶長7年（1602年）10月2日、家康より備中国後月郡木子村に1000石を与えられ、旗本に列す。
- 寛永14年（1637年）8月22日、没。享年71。